# 27 mars 1983
Le dimanche 27 mars 1983 est le 86e jour de l'année 1983.

## Naissances
- Alina Devecerski, chanteuse suédoise
- Aurélien Legrand, homme politique français
- Daniel Musiol, cycliste allemand
- Igor Picușceac, footballeur moldave
- Jacques Riparelli, athlète italien
- Nebojša Jovanović, cycliste serbe
- Robert Guerrero, boxeur américain
- Vassili Kochetchkine, joueur de hockey sur glace russe
- Yinglee Srijumpol, chanteuse thaïlandaise
- Yuliya Golubchikova, athlète russe pratiquant le saut à la perche

## Décès
- Jānis Ivanovs (né le 9 octobre 1906), compositeur letton
- James Hayter (né le 23 avril 1907), acteur britannique
- Léonce Bajart (né le 21 avril 1888), instituteur et résistant français
- Richard Stankiewicz (né le 18 octobre 1922), artiste américain
- Robert Stahl (né le 11 août 1893), prêtre français, Juste parmi les nations

## Événements
- Début de championnat d'URSS de football 1983
- Grand Prix automobile des États-Unis Ouest 1983
- Début de la mini série télévisée Les oiseaux se cachent pour mourir
- Fin des masters de tennis féminin 1983